# Dock spatial
Un dock spatial (en anglais : space dock) est une proposition de type de station spatiale capable d'accueillir pour réparer ou assembler des vaisseaux spatiaux, similaire à un chantier naval maritime sur Terre. Il offre l'avantage de ne pas avoir à renvoyer sur Terre puis relancer un vaisseau spatial devant être réparé et permet d'assembler des vaisseaux de grandes dimensions en orbite en plusieurs fois, plutôt que de les lancer en une seule fois. Outre dans les œuvres de science-fiction, il n'existe pour le moment aucun dock spatial réel, si ce n'est à l'état de concept.

## Applications réelles

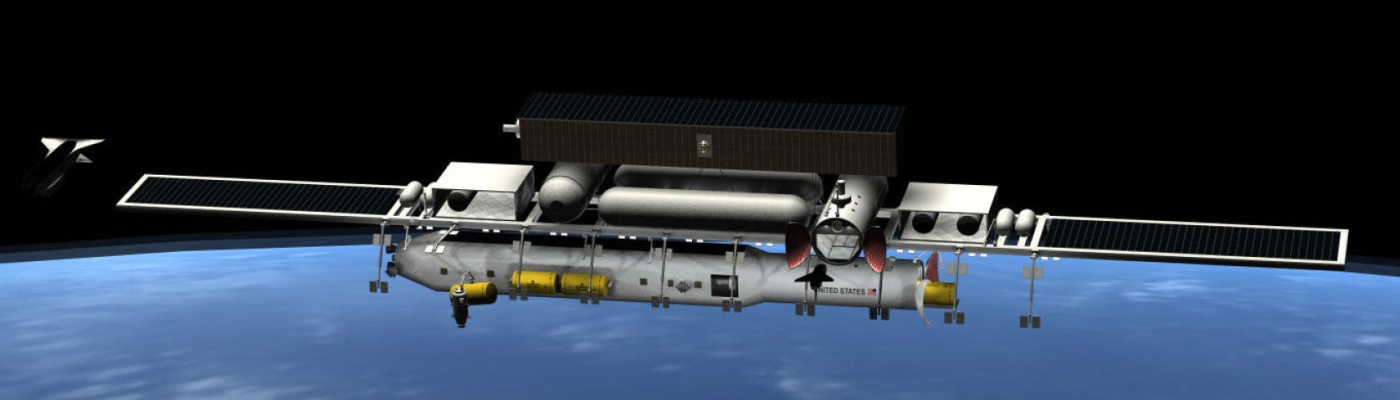
Concept américain d'un dock spatial : un grand vaisseau spatial est construit par des bras robotiques sous la poutre principale du dock, et un avion spatial entre dans un hangar fermé.

Les docks spatiaux, dans le cadre d’une infrastructure logistique spatiale plus large, sont considérés comme un élément important d’une véritable logistique spatiale. Les scientifiques de l'American Institute of Aeronautics and Astronautics (Institut américain d'aéronautique et d'astronautique) ont proposé en 2004 que les futures installations spatiales en orbite terrestre basse à court terme incluent « un grand dock spatial permettant l'assemblage et la maintenance en orbite de grandes installations spatiales et d'engins spatiaux » (voir image de concept). Un dock/hangar spatial pourrait également permettre la maintenance en environnement clos (et éventuellement pressurisé) de petits vaisseaux spatiaux et d'avions spatiaux, bien que la construction de vaisseaux spatiaux non atmosphériques et d'autres installations spatiales soit envisagée comme son utilisation principale. La résistance structurelle d'un hangar aussi avancé serait principalement basée sur la pression atmosphérique interne qui devrait être maintenue, permettant ainsi un entretien et un assemblage de routine dans l'espace, sans combinaison spatiale.
L'utilisation pour la maintenance orbitale pourrait être particulièrement critique pour les engins spatiaux atmosphériques endommagés, qui courent de grands risques lors de leur rentrée dans l'atmosphère, comme cela a été démontré lors de l'accident de la navette spatiale Columbia. À la suite de la catastrophe, la NASA a improvisé des réparations sur les navettes en vol, une procédure qui aurait été grandement facilitée avec une installation orbitale dédiée. Les docks spatiaux joueraient aussi un grand rôle dans la création de vaisseaux interplanétaires et interstellaires à plus ou moins long terme.

## Science-fiction
Les docks spatiaux de science-fiction jouent un rôle important dans la construction et la maintenance des vaisseaux spatiaux de grande taille. Ils ajoutent une profondeur de réalisme aux mondes fictifs dans lesquels ils apparaissent et perpétuent les références à la logistique navale utilisés par la plupart des œuvres de science-fiction se déroulant dans l'espace. Les docks spatiaux ont le même objectif que leurs homologues terrestres non fictifs, étant utilisés pour la construction, les réparations, les réaménagements et les restaurations de vaisseaux spatiaux. Certains jouent un rôle important dans l’intrigue, d’autres se cachent en arrière-plan dans de nombreux médias de science-fiction.
Des univers de science-fiction telles que Star Wars, Star Trek, Marvel, Babylon 5, Honorverse ou le Cycle de Fondation mentionnent ou font largement allusion à de telles installations.